# Saint-Aubert-sur-Orne

Saint-Aubert-sur-Orne este o comună în departamentul Orne, Franța. În 1 ianuarie 2018 avea o populație de 99 de locuitori.